# Markéta Bělonohá
Markéta Bělonohá (* 25. března 1982 Tábor) je česká fotomodelka, herečka a bývalá erotická modelka. K roku 2006 zastoupená v Čechách, New Yorku, Miami a Miláně. Fotila pro mnoho webových serverů (MetArt) a periodik (Playboy, Maxim, Max, FotoVideo, Perfect 10, T3). V listopadu 2008 se stala Czech Playboy Playmate a měla svou fotografii na obálce časopisu.
Žije v Hradci Králové. Maturovala v roce 2001 na Gymnáziu Boženy Němcové v Hradci Králové. V roce 2006 promovala na Fakultě informatiky a managementu Univerzity v Hradci Králové s červeným diplomem a získala titul inženýr. Je vysoká 170 cm, váží 50 kg. Má zelené oči a blond vlasy. S modelingem začala v 16 letech, akty fotila od 18 let.
Norský fotograf Petter Hegre vydal v roce 2006 ve švýcarském nakladatelství Edition Skylight knihu s názvem Marketa, kde mu Markéta Bělonohá pózovala. Je tématem i další knihy od Pettera Hegreho 100 Naked Girls z roku 2005, kde její fotografie tvoří také obálku knihy.
Francouzskou verzí časopisů Playboy a Lui byla v roce 2005 hodnocena jako jedna z nejvíce sexy žen současnosti. Od roku 2005 se věnuje předvádění módy. K roku 2006 byla hodnocena jako jedna z nejlépe placených nahých modelek ve východní Evropě.
V roce 2011 si zahrála v akčním filmu Deep Gold, který natočil a produkoval německý filmař Michael J. G. Gleissner.
Společně s českou pornoherečkou Anetou Šmrhovou, známou jako Aneta Keys, vede projekt Smiles for Pets. Projekt podporuje zvířecí útulky po celém světě, výtěžek z prodeje zvířecích fotografií a obrazů směřuje na charitu. Fotografie zvířat sama pořizuje, jelikož je fotografování jejím velkým koníčkem.

## Herecká filmografie

### Filmy
- Bound Cargo, Chained Fury: Lesbian Slave Desires, Girl Camp 2004: Lesbian Fleshpots (2003)
- Jambes sensuelles (2006)
- First Class Nudes: Vol. 2; MCN: Sinsation, Volume One (2007)
- Deep Gold (2011)[18]

### TV seriály
- Rodinná pouta (2004)

### Host v TV pořadech
- TOP STAR magazín (2008)[18]
- Nars Make Up Show
- Redken Hair Show
- Jack Daniel's
- Baron Investment Conference
- Inside Edition TV spot[27]

### Parts modeling
- Shape
- Men's Health
- Hola!
- Wired
- Allure
- Dr. Oz The Good Life
- Hunger tv
- Laurent Tschiegg Jewellery
- F.A.B.
- Editorialist

### Katalogy a reklamy
- Dick's Sporting Goods
- Direct TV
- Facebook 360 Camera
- Northwell Health
- Barclay's
- Humble Chic
- DHL
- AT&T
- Pepsi Strong Japan
- H.H. Brown Shoe
- Pure Eyeglass Wear
- Melluso Italia
- Mary Kay CC Cream
- Aston Leather
- Jack LaLanne Juicer
- Libertine Lingerie Paris
- Rafel Shearling
- Fabulous Italia
- Immoderata Lingerie
- Fruscio Swimwear
- Henna Plus
- J&M Footwear
- Cambridge Paving Stones[27]

### Kalendáře
- Aqua Trade Calendar (2005)
- Ford (2006)
- Elit (2006)[21]
- Le modelle di Ibiza Calendario Poster 2006
- Nautical Angels calendar 2006
- Austis calendar 2006
- Maxim, USA, 2006
- Car Wash 2007

### Náhradník
- Prada Candy Florale Fragrance, L'uomo Vogue, L'Oreal, Mercedes Benz Fashion Week, Odd Mom Out, Campari, Christian Dior Poison, H Stern Jewellery[27]